# Fusiturricula iole
Fusiturricula iole is een slakkensoort uit de familie van de Drilliidae. De wetenschappelijke naam van de soort is voor het eerst geldig gepubliceerd in 1928 door Woodring.